# Diamondhead Lake
Diamondhead Lake è un census-designated place (CDP) degli Stati Uniti d'America, situato nello stato dell'Iowa, nella contea di Guthrie. Secondo il censimento del 2020 gli abitanti di Diamondhead Lake ammontavano a 371.
Diamondhead Lake è una comunità residenziale situata intorno al lago artificiale omonimo.